# Championnat de Singapour de football 2004
Navigation
Saison 2003 Saison 2005
La saison 2004 du Championnat de Singapour de football est la soixante-douzième édition de la première division à Singapour. Cette saison est la huitième édition de la S-League, le championnat fermé organisé par la fédération singapourienne sous forme d'une poule unique où toutes les équipes rencontrent trois fois leurs adversaires. Il n'y a pas de relégation puisque les clubs inscrits sont des franchises, à l'image de ce qui se fait dans les championnats australien ou américain. 
C'est le club de Tampines Rovers qui remporte le championnat cette saison, après avoir terminé en tête du classement final, avec dix points d'avance sur le tenant du titre, Home United FC et seize sur les Young Lions U-23. C'est le quatrième titre de champion de Singapour du club, qui réussit le doublé en s'imposant en finale de la Coupe de Singapour face à Home United.
À l'issue de la saison, le champion et le vainqueur de la Coupe de Singapour (ou le finaliste en cas de doublé) se qualifient pour la Coupe de l'AFC.
Plusieurs changements ont lieu durant l'intersaison. Une nouvelle franchises apparaît en S-League, il s'agit du club d'Albirex Niigata Singapour FC, qui est uniquement composée de joueurs japonais issu du club fanion d'Albirex Niigata. Son arrivée fait suite aux désistements de Jurong SC, de Sengkang Marine et de Sembawang Rangers, essentiellement pour raisons financières.

## Les clubs participants
| - Home United FC - Tanjong Pagar United FC - Singapore Armed Forces FC - Woodlands Wellington FC - Albirex Niigata Singapour FC | - Tampines Rovers - Geylang United - Balestier Khalsa FC - Sinchi FC - Young Lions U-23 |

## Compétition
Le barème de points servant à établir le classement se décompose ainsi :
- Victoire : 3 points ;
- Match nul : 1 point ;
- Défaite : 0 point.

### Classement
| Rang | Équipe                        | Pts | J  | G  | N | P  | Bp | Bc | Diff |
| ---- | ----------------------------- | --- | -- | -- | - | -- | -- | -- | ---- |
| 1    | Tampines RoversC              | 63  | 27 | 20 | 3 | 4  | 76 | 29 | +47  |
| 2    | Home United FCT               | 53  | 27 | 17 | 2 | 8  | 76 | 43 | +33  |
| 3    | Young Lions U-23              | 47  | 27 | 14 | 5 | 8  | 74 | 52 | +22  |
| 4    | Singapore Armed Forces FC     | 45  | 27 | 14 | 3 | 10 | 45 | 48 | -3   |
| 5    | Albirex Niigata Singapour FCP | 44  | 27 | 12 | 8 | 7  | 50 | 42 | +8   |
| 6    | Woodlands Wellington FC       | 40  | 27 | 12 | 4 | 11 | 48 | 49 | -1   |
| 7    | Geylang United                | 37  | 27 | 10 | 7 | 10 | 43 | 43 | 0    |
| 8    | Balestier Khalsa FC           | 20  | 27 | 6  | 2 | 19 | 36 | 73 | -37  |
| 9    | Sinchi FC                     | 17  | 27 | 4  | 5 | 18 | 36 | 62 | -26  |
| 10   | Tanjong Pagar United FC       | 17  | 27 | 4  | 5 | 18 | 29 | 72 | -43  |

|  | Qualification pour la Coupe de l'AFC 2005                                                |
|  | T : Tenant du titre C : Vainqueur de la Coupe de Singapour P : Club débutant en S-League |

## Bilan de la saison
| Championnat de Singapour de football 2004 |                            |
| Champion                                  | Tampines Rovers (4e titre) |
| Coupes et trophées                        |                            |
| Vainqueur de la Coupe de Singapour 2004   | Tampines Rovers            |
| Qualifications continentales              |                            |
| Coupe de l'AFC 2005                       | Tampines Rovers            |
| Coupe de l'AFC 2005                       | Home United FC             |
| Promotions et relégations                 |                            |
| Promus en S-League                        | Aucun                      |
| Relégués en Division II                   | Aucun                      |